# کوروویتسه (استان ماسوویان)
کوروویتسه (به لهستانی:  Kurowice) یک روستا در لهستان است که در گمینا سابنگه واقع شده‌است.